# Glen Avon
Glen Avon és una concentració de població designada pel cens dels Estats Units a l'estat de Califòrnia. Segons el cens del 2000 tenia 14.853 habitants.

## Demografia
Segons el cens del 2000, Glen Avon tenia 14.853 habitants, 4.740 habitatges, i 3.242 famílies. La densitat de població era de 777,1 habitants/km².
Dels 4.740 habitatges en un 36,3% hi vivien nens de menys de 18 anys, en un 51,6% hi vivien parelles casades, en un 10,8% dones solteres, i en un 31,6% no eren unitats familiars. En el 27% dels habitatges hi vivien persones soles el 14,4% de les quals corresponia a persones de 65 anys o més que vivien soles. El nombre mitjà de persones vivint en cada habitatge era de 3,11 i el nombre mitjà de persones que vivien en cada família era de 3,79.
Per edats la població es repartia de la següent manera: un 30,8% tenia menys de 18 anys, un 9,2% entre 18 i 24, un 27,4% entre 25 i 44, un 20,9% de 45 a 60 i un 11,7% 65 anys o més.
L'edat mediana era de 33 anys. Per cada 100 dones de 18 o més anys hi havia 97,5 homes.
La renda mediana per habitatge era de 37.152 $ i la renda mediana per família de 43.664 $. Els homes tenien una renda mediana de 30.925 $ mentre que les dones 23.927 $. La renda per capita de la població era de 14.943 $. Entorn del 13,6% de les famílies i el 17,5% de la població estaven per davall del llindar de pobresa.

## Poblacions més properes
El següent diagrama mostra les poblacions més properes.